# 소마 (마니사주)
소마(Soma)는 터키 마니사주의 도시로 인구는 102,666명이다. 2014년 5월 13일에 소마 탄광 폭발 사고가 일어났다.